# Mongolská cyrilice
Mongolská cyrilice, abeceda je cyrilice speciálně upravená pro zápis mongolštiny čítající 35 písmen. Jedná se o oficiální grafiku užívanou k zápisu tohoto jazyka v Mongolsku, ve Vnitřním Mongolsku se používá mongolské písmo.
První pokus nahradit mongolské písmo proběhl v roce 1931 návrhem mongolské latinky (v této době byly snahy o nahrazení různých písem u různých jazyků latinkou běžné) a o deset let později v roce 1941 byla oficiálně zavedena cyrilice, do široké praxe se prosadila na konci 40. let 20. století.

## Popis
| Pozice | cyrilice | jméno            | IPA            | ISO 9 | Standard romanization (MNS 5217:2012) | česká transkripce |
| ------ | -------- | ---------------- | -------------- | ----- | ------------------------------------- | ----------------- |
| 1      | Аа       | а                | а              | а     | а                                     | а                 |
| 2      | Бб       | бэ               | p, pʲ          | b     | b                                     | b                 |
| 3      | Вв       | вэ               | w̜, w̜ʲ          | v     | v                                     | v, w              |
| 4      | Гг       | гэ               | ɡ, ɡʲ, ɢ       | g     | g                                     | g                 |
| 5      | Дд       | дэ               | t, tʲ          | d     | d                                     | d                 |
| 6      | Ее       | е                | ji~jө          | e     | ye                                    | e, je, ě          |
| 7      | Ёё       | ё                | jɔ             | ë     | yo                                    | jo                |
| 8      | Жж       | жэ               | tʃ             | ž     | j                                     | dž                |
| 9      | Зз       | зэ               | ts             | z     | z                                     | dz                |
| 10     | Ии       | и                | i              | i     | i                                     | i                 |
| 11     | Йй       | хагас и          | i              | j     | i                                     | j                 |
| 12     | Кк       | ка               | kʰ, kʲʰ, x, xʲ | k     | k                                     | k                 |
| 13     | Лл       | эл               | ɮ, ɮʲ          | l     | l                                     | l                 |
| 14     | Мм       | эм               | m, mʲ          | m     | m                                     | m                 |
| 15     | Нн       | эн               | n, nʲ, ŋ       | n     | n                                     | n                 |
| 16     | Оо       | о                | ɔ              | o     | o                                     | o                 |
| 17     | Өө       | ө                | ө~o            | ô     | ö                                     | ö                 |
| 18     | Пп       | пэ               | pʰ, pʰʲ        | p     | p                                     | p                 |
| 19     | Рр       | эр               | r, rʲ          | r     | r                                     | r                 |
| 20     | Сс       | эс               | s              | s     | s                                     | s                 |
| 21     | Тт       | тэ               | tʰ, tʰʲ        | t     | t                                     | t                 |
| 22     | Уу       | у                | ʊ              | u     | u                                     | u                 |
| 23     | Үү       | ү                | u              | ü     | ü                                     | ü                 |
| 24     | Фф       | фэ, фа, эф       | f, pʰ          | f     | f                                     | f                 |
| 25     | Хх       | хэ, ха           | x, xʲ          | h     | kh                                    | ch                |
| 26     | Цц       | цэ               | tsʰ            | c     | ts                                    | c                 |
| 27     | Чч       | чэ               | tʃʰ            | č     | ch                                    | č                 |
| 28     | Шш       | ша, эш           | ʃ              | š     | sh                                    | š                 |
| 29     | Щщ       | ща, эшчэ         | (ʃt͡ʃ)          | ŝ     | sh                                    | šč                |
| 30     | Ъъ       | хатуугийн тэмдэг | –              | ʺ     | i                                     | –                 |
| 31     | Ыы       | эр үгийн ы       | i              | y     | y                                     | y                 |
| 32     | Ьь       | зөөлний тэмдэг   | ʲ              | ʹ     | i                                     | –                 |
| 33     | Ээ       | э                | e~i            | è     | e                                     | e                 |
| 34     | Юю       | ю                | jʊ, ju         | û     | yu                                    | ju                |
| 35     | Яя       | я                | ja             | â     | ya                                    | ja                |

### Dlouhé samohlásky
Dlouhé hlásky se v cyrilici naznačují zdvojením písmene (potažmo užitím spřežky ий pro [iː]) v první slabice a po tvrdých souhláskách. Po měkkých souhláskách potom spřežkou и a písmena reprezentujícího příslušnou samohlásku (хариу lze přibližně vyslovit [charjú]).
| Pozice | cyrilice | IPA (přibližně) | ISO 9 | Standard romanization (MNS 5217:2012) | česká transkripce |
| ------ | -------- | --------------- | ----- | ------------------------------------- | ----------------- |
| 1      | аа       | аː              | aa    | аa                                    | á                 |
| 2      | оо       | ɔː              | oo    | oo                                    | ó                 |
| 3      | өө       | ʊː              | öö    | öö                                    | ő                 |
| 4      | уу       | oː              | uu    | uu                                    | ú                 |
| 5      | үү       | uː              | üü    | üü                                    | ű                 |
| 6      | ээ       | eː              | ee    | ee                                    | é                 |
| 7      | ий       | iː              | ij    | ii                                    | í                 |